# Kubenskojesøen
Kubenskojesøen (russisk: Кубенское озеро, tr. Kubenskoje ozero; på dansk også kendt som Kubenasøen og Kubenskisøen) er en stor og lavvandet sø i Vologda oblast i Rusland.
Søen ligger 109 moh, og har en udstrækning på 60 km fra nordvest til sydøst. Arealet er 648 km², uden øer 407 km², og den gennemsnitlige dybde er blot 3 meter. Søen er kendt for sine hyppige storme og store sæsonmæssige variationer i vandniveauet. Den gennemsnitlige sæsonvarition er 2,4 m, og maksimum er 5,49 m. Søen er kilde for floden Sukhona.
Området omkring søen blev bosat af russere i 1100-tallet, da Kamennyjklosteret blev grundlagt på en holm i søen. En gren af fyrstefamilien i Jaroslavl ejede land i nærheden og var kendt som Kubenskijprinserne.
Siden 1828 har søen været en del af kanalsystemet mellem Volga og Nordlige Dvina. Nordre Dvina-kanalens østre endepunkt ligger i nordvestenden af søen. I 1917 blev en dæmning bygget ved Sukhonas udløb, og søen blev med det omdannet til et vandreservoir.